# Beek en Donk
Pour les articles homonymes, voir Beek.
Beek en Donk est un village situé dans la commune néerlandaise de Laarbeek, dans la province du Brabant-Septentrional. Le 1er juin 2006, le village comptait 10 028 habitants.

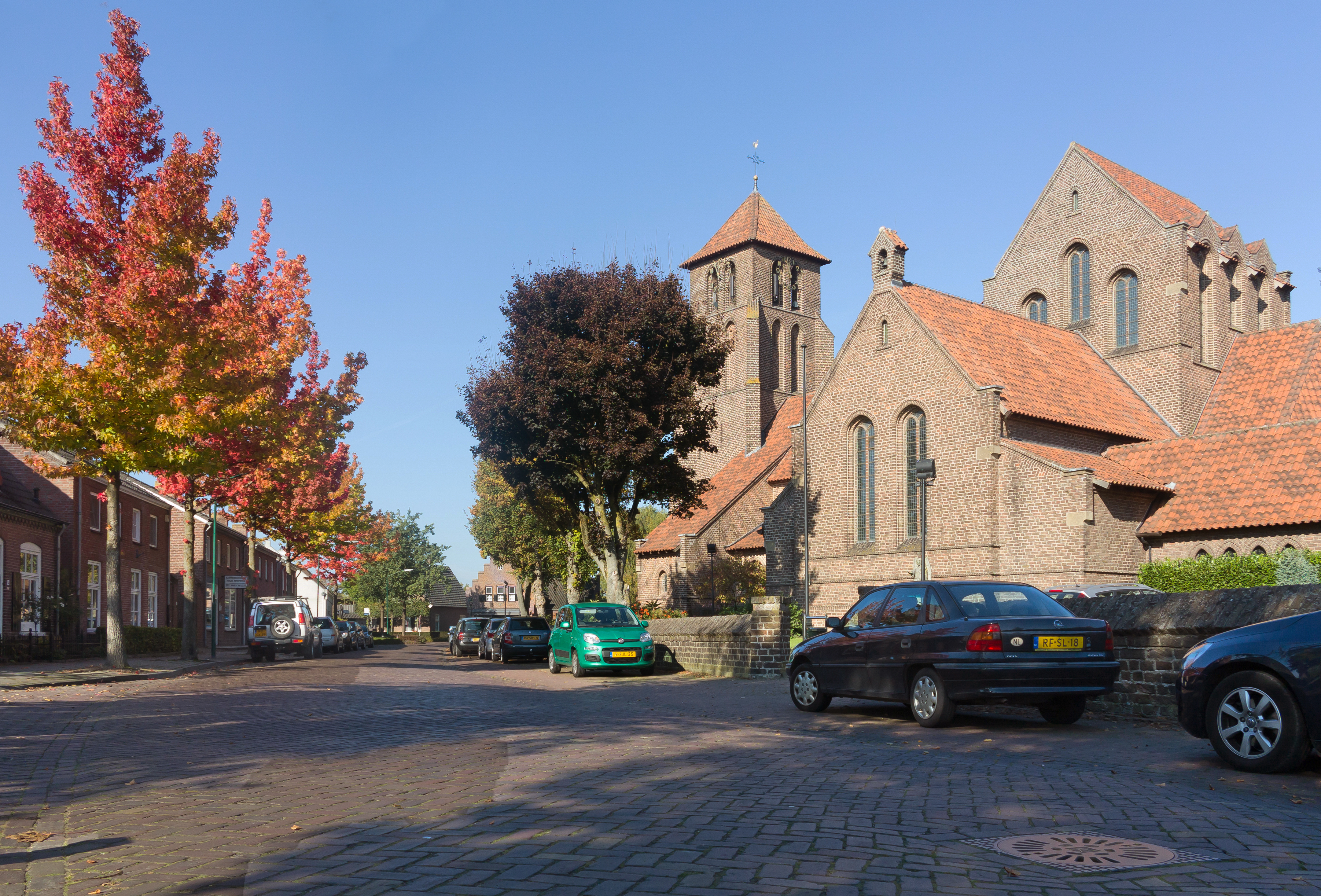
Église (de Sint Michaëlkerk) dans la rue

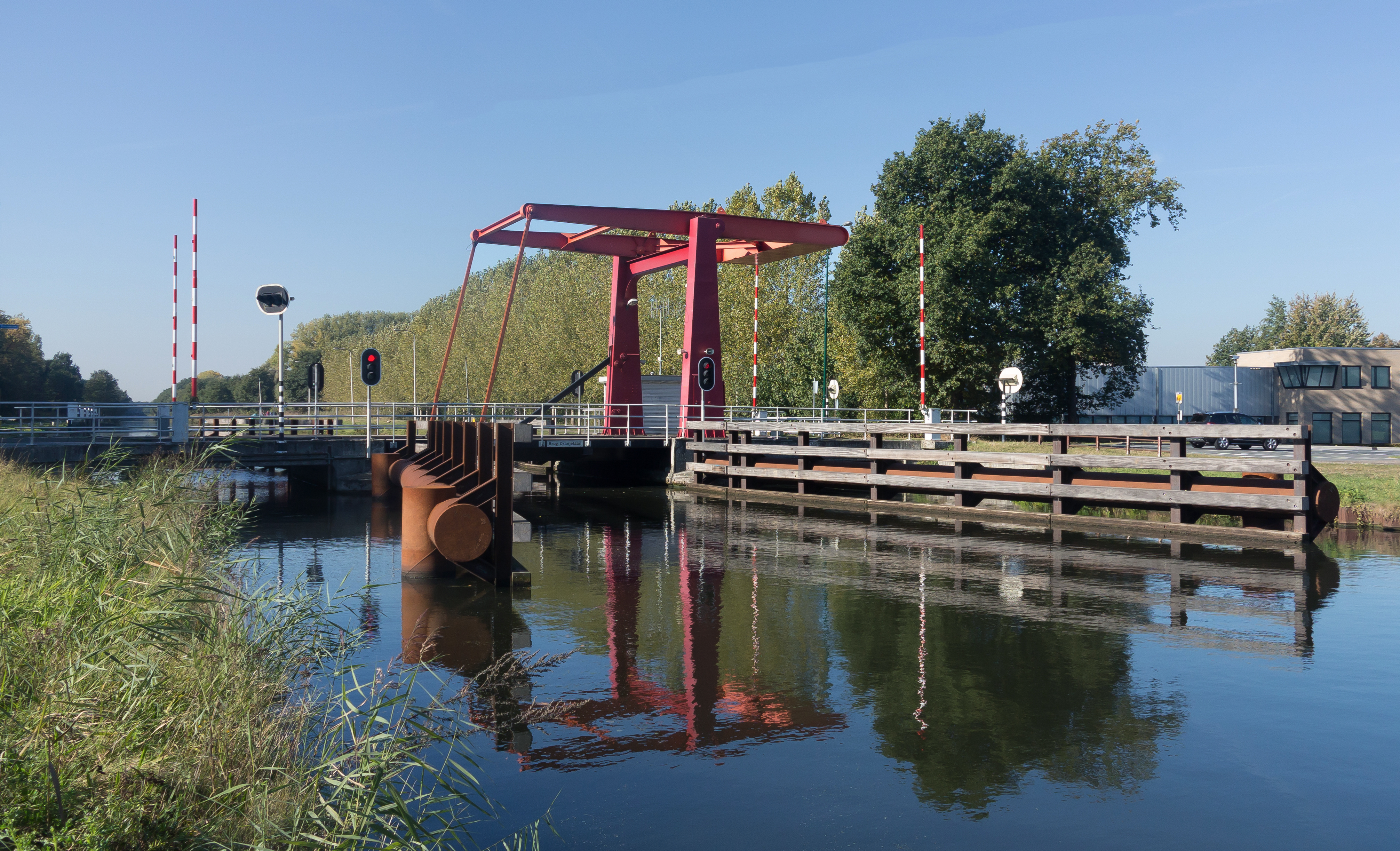
Pont basculant dans l'Oranjelaan

## Histoire
Beek en Donk a été une commune indépendante jusqu'au 1er janvier 1997. À cette date, la commune fusionne avec Aarle-Rixtel et Lieshout pour former la nouvelle commune de Laarbeek.

## Personnalités
- Ryan van den Akker (1960-), actrice et chanteuse néerlandaise née à Beek en Donk.
- Anke Engels (1974-), actrice néerlandaise née à Beek en Donk.